# Schizostachyum lima
Schizostachyum lima är en gräsart som först beskrevs av Francisco Manuel Blanco, och fick sitt nu gällande namn av Elmer Drew Merrill. Schizostachyum lima ingår i släktet Schizostachyum och familjen gräs. Inga underarter finns listade i Catalogue of Life.